# Gaetano Crivelli
Gaetano Domenico Crivelli (Brescia, 20 d'octubre de 1768 – idem. 16 de juliol de 1836), fou un tenor italià.
Era quasi un infant, que començà cantar en teatres de segon orde, i quan només contava dinou anys, la seva bella veu i seu nítid fraseig causaven l'admiració del públic. El 1795 cantà per primera vegada al Teatro San Carlo de Nàpols. Hi va romandre durant molts anys, i més tard restà a Roma, a Venècia i a Milà, despertant gran entusiasme arreu, fins que el 1811, es traslladà a París, en el qual teatre de l'Òpera hi va romandre cinc anys.
No tingué el talent de retirar-se oportunament, i en els últims anys de la seva carrera donà el trist espectacle de tots els artistes que, trobant-se en la decadència, continuen presentant-se davant el públic. Era pare del compositor Domenico (1794-1856) i, per tant, membre de la (nissaga de músics) Crivelli.